# رقم الحظ سليفين
رقم الحظ سليفين (بالإنجليزية: Lucky Number Slevin)‏ هو فيلم جريمه تم إنتاجه في كندا وألمانيا وصدر في سنة 2006م. من بطولة جوش هارتنت وبروس ويليس ومورغان فريمان وبن كينغسلي ولوسي لو.

## القصة
تجري أحداث الفيلم في مدينة نيويورك وتتمحور حول خطأ بالهوية يقع ضحيته «سليفن» (جوش هارتنت) الذي يصبح نقطة تمحور الحرب بين اثنين من أعتى المجرمين في المدينة وهما «ذا رابي» (بين كينجسلي) و«ذا بوس» (مورجان فريمان).
يصبح «سليفن» مراقباً بشكل دائم من قبل المحقق «بريكوسكي» (ستانلي توتشي) والقاتل المأجور «جوود كات» (بروس ويليس) ويجد نفسه مجبراً على وضع خطة ينجو فيها بنفسه منهما ويحاول الإيقاع بهما.

## الميزانية والإيرادات
بلغت تكلفة إنتاج الفيلم حوالي 27 مليون دولار بينما حقق أرباحا تقدر بـ 56,308,881 دولار.

## وصلات خارجية
- رقم الحظ سليفين على موقع IMDb (الإنجليزية)
- رقم الحظ سليفين على موقع ميتاكريتيك (الإنجليزية)
- رقم الحظ سليفين على موقع روتن توميتوز (الإنجليزية)
- رقم الحظ سليفين على موقع نتفليكس (الإنجليزية)
- رقم الحظ سليفين على موقع قاعدة بيانات الأفلام العربية
- رقم الحظ سليفين على موقع ألو سيني (الفرنسية)
- رقم الحظ سليفين على موقع Turner Classic Movies (الإنجليزية)
- رقم الحظ سليفين على موقع أول موفي (الإنجليزية)
- رقم الحظ سليفين على موقع بوكس أوفيس موجو (الإنجليزية)
- رقم الحظ سليفين على موقع فيلمافينيتي (الإسبانية)